# Fuente de energía intermitente

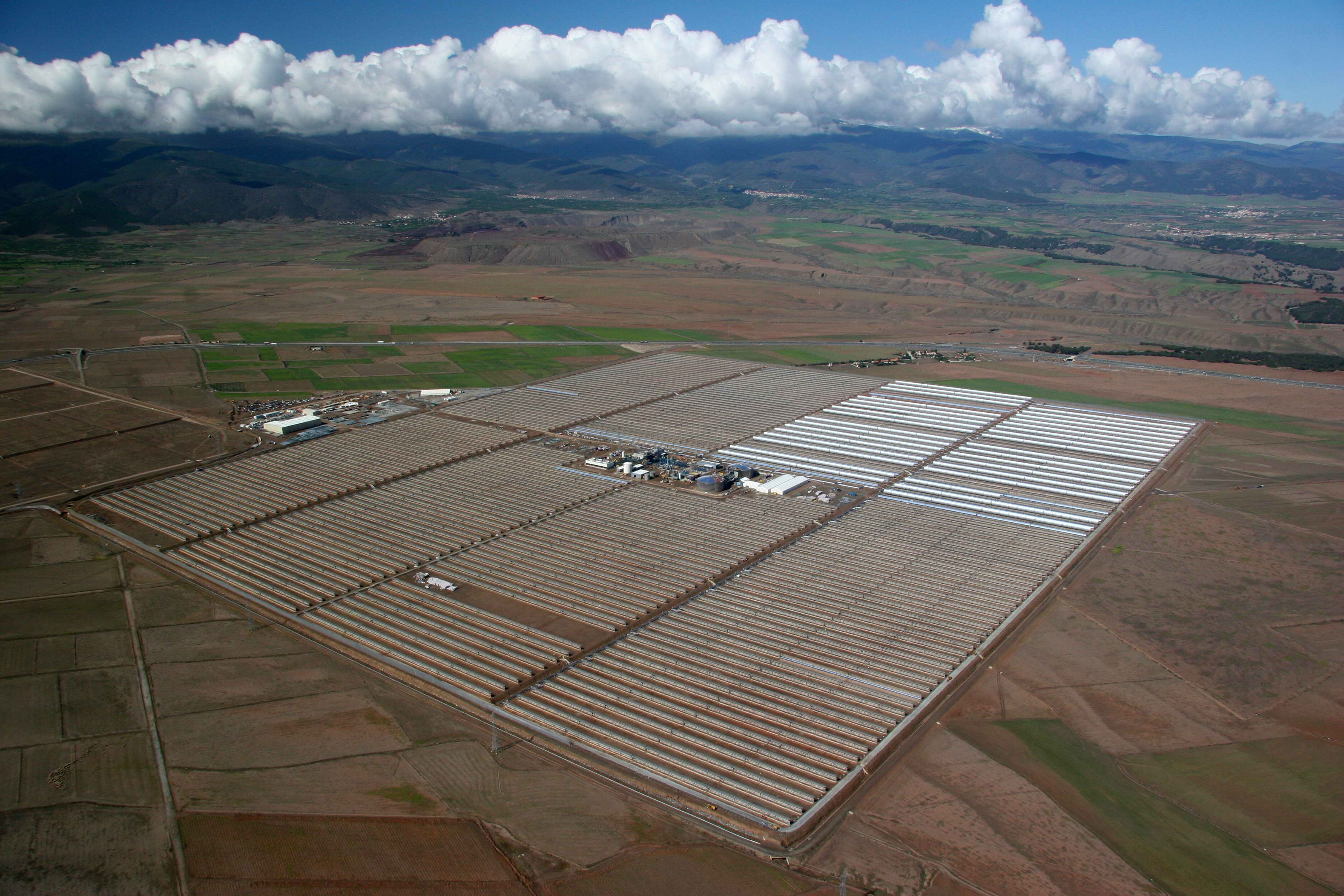
La central solar Andasol de 150 MW es una planta de energía solar térmica parabólica comercial, ubicada en España. La planta de Andasol utiliza tanques de sal fundida para almacenar energía solar, de modo que pueda continuar generando electricidad incluso cuando el sol no brilla.

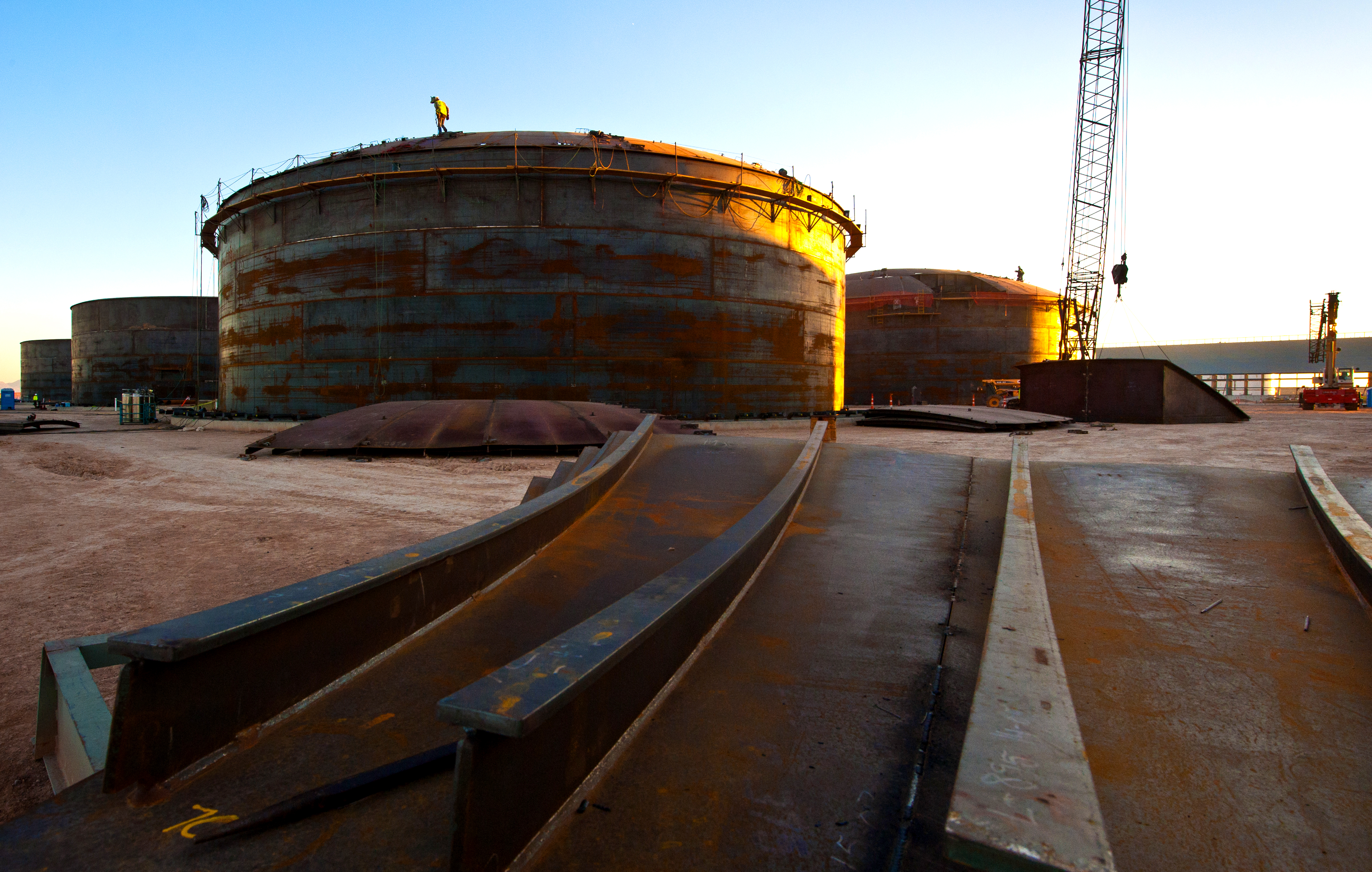
Construcción de los tanques de sal que proporcionan un eficiente almacenamiento de energía térmica para que se pueda proporcionar una salida después de que se ponga el sol, y se puede programar una salida para cumplir con los requisitos de la demanda. La estación generadora Solana de 280 MW está diseñada para proporcionar seis horas de almacenamiento de energía. Esto permite que la planta genere alrededor del 38 por ciento de su capacidad nominal en el transcurso de un año.

Una fuente de energía intermitente es cualquier fuente de energía que no está continuamente disponible para su conversión en electricidad y control directo externo porque la energía primaria utilizada no se puede almacenar.  Las fuentes de energía intermitentes pueden ser predecibles pero no pueden despachar para satisfacer la demanda de un sistema de energía eléctrica. 
El uso de fuentes intermitentes en un sistema de energía eléctrica generalmente desplaza la energía primaria almacenable que de otra manera sería consumida por otras centrales eléctricas.Otra opción es almacenar la electricidad generada por fuentes de energía no despachables para su uso posterior cuando sea necesario, por ejemplo, en forma de almacenamiento por bombeo , aire comprimido o en baterías. Una tercera opción es el acoplamiento sectorial, por ejemplo, mediante calefacción eléctrica para esquemas de calefacción urbana. 
El uso de pequeñas cantidades de energía intermitente tiene poco efecto en las operaciones de la red. El uso de grandes cantidades de energía intermitente puede requerir actualizaciones o incluso un rediseño de la infraestructura de la red.

## Terminología
Varios términos clave son útiles para comprender el problema de las fuentes de energía intermitentes. Estos términos no están estandarizados, y pueden usarse variaciones. La mayoría de estos términos también se aplican a las centrales eléctricas tradicionales. 
- Intermitencia puede significar hasta qué punto una fuente de alimentación se detiene involuntariamente o no está disponible, pero la intermitencia se usa frecuentemente como sinónimo de variabilidad,[7][8] que es la medida en que una fuente de energía puede exhibir cambios en la salida.[7]
- La capacidad de despacho o maniobrabilidad es la capacidad de una fuente de energía determinada para aumentar y disminuir la producción rápidamente a pedido. El concepto es distinto de la intermitencia; La capacidad de despacho es una de las varias formas en que los operadores de sistemas combinan el suministro (salida del generador) con la demanda del sistema (cargas técnicas).[8]
- La penetración en este contexto se utiliza generalmente para referirse a la cantidad de energía generada como porcentaje del consumo anual.[9]
- La potencia nominal o la capacidad de la placa de identificación se refieren a la producción máxima de una planta de generación en condiciones normales de operación. Este es el número más común utilizado y generalmente se expresa en vatios (incluidos múltiplos como kW, MW, GW).
- El factor de capacidad , el factor de capacidad promedio o el factor de carga es el rendimiento promedio esperado de un generador, generalmente durante un período anual.  Expresado como un porcentaje de la capacidad de la placa de identificación o en forma decimal (por ejemplo, 30% o 0.30).
- Capacidad de crédito : generalmente la cantidad de salida de una fuente de energía en la que se puede confiar estadísticamente, prácticamente la potencia mínima dentro de un período más largo, generalmente expresado como un porcentaje de la potencia nominal.[10]
- Capacidad firme la cantidad de potencia que se puede garantizar que se proporcionará como potencia base
- Capacidad no firme la cantidad de energía por encima de la capacidad firme que generalmente se vende a un precio más alto en el mercado objetivo.

## Intermitencia de varias fuentes de poder

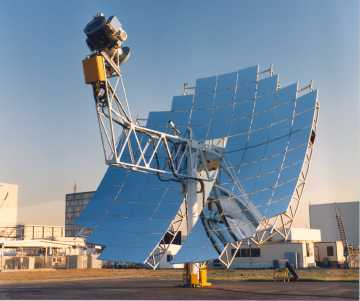
Plato Stirling

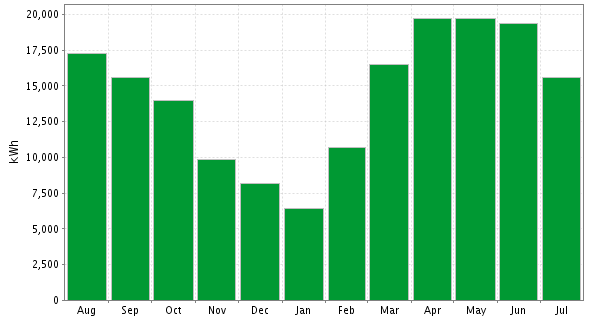
Variación estacional de la salida de los paneles solares en el parque de AT&T en San Francisco

La intermitencia afecta de manera inherente a la energía solar, ya que la producción de electricidad renovable a partir de fuentes solares depende de la cantidad de luz solar en un lugar y tiempo determinados. La producción solar varía a lo largo del día y las estaciones, y se ve afectada por el polvo, la niebla, la capa de nubes, las heladas o la nieve. Muchos de los factores estacionales son bastante predecibles, y algunos sistemas de energía solar térmica utilizan el almacenamiento de calor para producir energía de la red durante un día completo.
- Intermitencia: en ausencia de un sistema de almacenamiento de energía, la energía solar no produce energía durante la noche o con mal tiempo y varía entre el verano y el invierno. Cuando se pretende producir electricidad solo para cargas pico de aire acondicionado en el verano, no hay intermitencia; En invierno se puede complementar con energía eólica para cargas máximas.
- Factor de capacidad solar fotovoltaica en Massachusetts 12-15%.[12] En Arizona del 19%.[13] Depósito térmico solar parabólico con almacenamiento del 56%.[14] Torre de energía solar térmica con almacenamiento 73%.[14]

El impacto de la intermitencia de la electricidad generada por energía solar dependerá de la correlación de la generación con la demanda. Por ejemplo, las plantas de energía solar térmica como Nevada Solar One están algo adaptadas a las cargas pico de verano en áreas con importantes demandas de enfriamiento, como el suroeste de los Estados Unidos. Los sistemas de almacenamiento de energía térmica como la pequeña planta termosolar española de Gemasolar pueden mejorar la compatibilidad entre el suministro de energía solar y el consumo local.  El factor de capacidad mejorado que usa el almacenamiento térmico representa una disminución en la capacidad máxima y extiende el tiempo total en que el sistema genera energía.

### Energía eólica

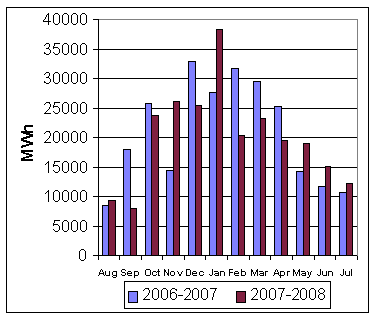
Producción mensual del parque eólico de Erie Shores durante un período de dos años

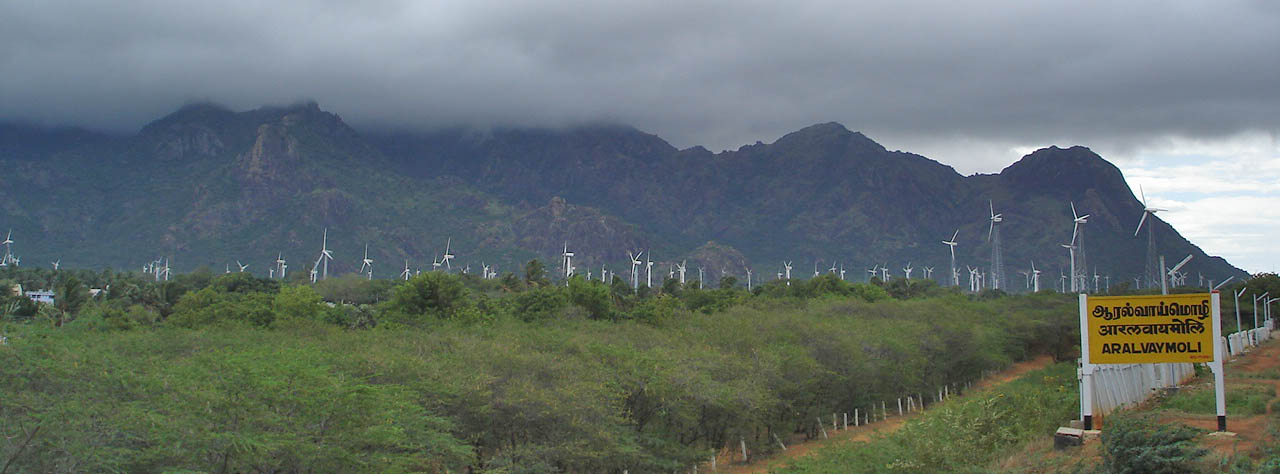
Un parque eólico en Muppandal, Tamil Nadu, India

Durante todo el año, más del 20 por ciento de la electricidad de Dakota del Sur se genera a partir de la energía eólica.

La energía generada por el viento es un recurso variable, y la cantidad de electricidad producida en un punto dado en el tiempo por una planta determinada dependerá de la velocidad del viento, la densidad del aire y las características de la turbina (entre otros factores).  Si la velocidad del viento es demasiado baja (menos de aproximadamente 2.5 m /s) las turbinas eólicas no podrán generar electricidad, y si es demasiado alta (más de aproximadamente 25 m/s) las turbinas deberán apagarse para evitar daños. Mientras que la salida de una sola turbina puede variar mucho y rápidamente a medida que las velocidades del viento local varían, a medida que más turbinas se conectan en áreas cada vez más grandes, la potencia de salida promedio se vuelve menos variable.
- Intermitencia: las regiones más pequeñas que la escala sinóptica (el tamaño de un país promedio) tienen principalmente el mismo clima y, por lo tanto, alrededor de la misma potencia eólica, a menos que las condiciones locales favorezcan los vientos especiales.  Algunos estudios muestran que los parques eólicos distribuidos en un área geográficamente diversa en general rara vez dejarán de producir energía por completo.[19][20]  Sin embargo, esto rara vez es el caso de áreas más pequeñas con geografía uniforme como Irlanda,[22][23][24] Escocia[25] y Dinamarca, que tienen varios días al año con poca energía eólica.[26]
- Factor de capacidad: la energía eólica normalmente tiene un factor de capacidad de 20-40%.[12][27]
- Capacidad de envío: la energía eólica es "altamente no despachable".[28]  MISO, que opera una gran parte de la red de EE. UU., tiene más de 13,000 MW de energía eólica bajo su control y es capaz de gestionar esta gran cantidad de energía eólica operándola como recursos intermitentes despachables.[29]
- Crédito de capacidad: a bajos niveles de penetración, el crédito de capacidad del viento es aproximadamente el mismo que el factor de capacidad. A medida que aumenta la concentración de energía eólica en la red, el porcentaje del crédito de capacidad disminuye.[27][30]
- Variabilidad: Dependiente del sitio.[31]  Las brisas marinas son mucho más constantes que las brisas terrestres.[18] La variabilidad estacional puede reducir la producción en un 50%[32]
- Fiabilidad: un parque eólico tiene una alta fiabilidad técnica cuando sopla el viento. Es decir, la salida en un momento dado solo variará gradualmente debido a la caída de la velocidad del viento o las tormentas (esto último requiere paradas). Es poco probable que un parque eólico típico tenga que apagarse en menos de media hora en el extremo, mientras que una central eléctrica de tamaño equivalente puede fallar de forma totalmente instantánea y sin previo aviso. El cierre total de los aerogeneradores es predecible a través del pronóstico del tiempo. La disponibilidad promedio de un aerogenerador es del 98%, y cuando un aerogenerador falla o se apaga por mantenimiento, solo afecta a un pequeño porcentaje de la producción de un gran parque eólico.[33]
- Predictibilidad: aunque el viento es variable, también es predecible a corto plazo. Hay un 80% de probabilidad de que la producción de viento cambie menos del 10% en una hora y un 40% de probabilidad de que cambie el 10% o más en 5 horas. La previsibilidad aumenta a medida que las previsiones meteorológicas mejoran.[34]

De acuerdo con un estudio de 2007 sobre el viento en los Estados Unidos, se podría confiar en diez parques eólicos más ampliamente separados conectados a través de la red, del 33 al 47% de su producción promedio (15-20% de la capacidad nominal) como confiable, siempre que se cumplan los criterios mínimos de velocidad del viento y altura de la turbina.  Al calcular la capacidad de generación disponible para satisfacer la demanda máxima de verano, ERCOT (administra la red de Texas) cuenta la generación eólica con el 8.7% de la capacidad de la placa de identificación.
El viento genera aproximadamente el 16% (EWEA - 2011 European Statistics, febrero de 2012) de la energía eléctrica en España y Portugal, 9% en Irlanda, y 7% en Alemania.  Wind proporciona alrededor del 40% de la electricidad anual generada en Dinamarca (un 20% más que en 2005); para alcanzar este porcentaje, Dinamarca exporta excedentes e importaciones durante fallas hacia y desde la red de la UE, particularmente Norwegian Hydro, para equilibrar la oferta con la demanda.
Debido a que la energía eólica es generada por un gran número de pequeños generadores, las fallas individuales no tienen un gran impacto en las redes eléctricas. Esta característica del viento ha sido referida como resiliencia.
La energía del viento se ve afectada por la temperatura del aire porque el aire más frío es más denso y, por lo tanto, más efectivo para producir energía eólica.  Como resultado, la energía eólica se ve afectada estacionalmente (más producción en invierno que en verano) y por las variaciones de temperatura diarias.  Durante la emisión de ola de calor de California en 2006, la energía eólica en California disminuyó significativamente a un promedio del 4% de la capacidad durante siete días. Un resultado similar se vio durante la ola de calor en Europa en 2003, cuando la producción de energía eólica en Francia, Alemania y España cayó por debajo del 10% durante los momentos de mayor demanda. Las olas de calor son causadas parcialmente por grandes cantidades de radiación solar. 

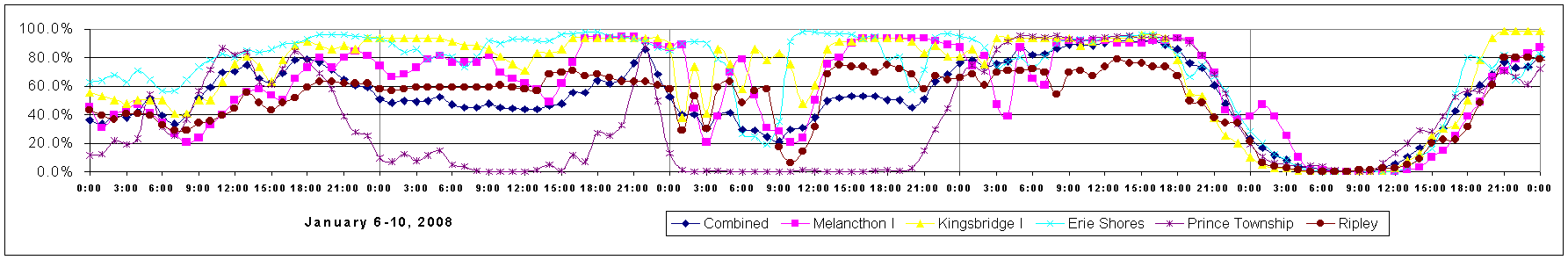
Cinco días de producción por hora de cinco parques eólicos en Ontario

Según un artículo en EnergyPulse, "el desarrollo y la expansión de mercados diurnos y en tiempo real que funcionen bien proporcionarán un medio eficaz para hacer frente a la variabilidad de la generación eólica".

### La energía nuclear
Varios autores han dicho que ningún recurso energético es totalmente confiable. Amory Lovins dice que las plantas de energía nuclear son intermitentes en el sentido de que algunas veces fallarán inesperadamente, a menudo durante largos períodos de tiempo. Por ejemplo, en los Estados Unidos, se construyeron 132 plantas nucleares, y el 21% se cerró de manera permanente y prematura debido a problemas de confiabilidad o costo, mientras que otro 27% fracasó por lo menos una vez por un año o más.  Las restantes plantas nucleares de los EE. UU. producen aproximadamente el 90% de su potencial de carga completa a tiempo completo, pero incluso deben cerrar (en promedio) durante 39 días cada 17 meses para el reabastecimiento y mantenimiento programado. Para hacer frente a esa intermitencia de las centrales nucleares (y centralizadas con combustibles fósiles), las empresas de servicios públicos instalan un "margen de reserva" de aproximadamente un 15% de capacidad adicional para su uso inmediato.

## Resolviendo la intermitencia
La penetración de las energías renovables intermitentes en la mayoría de las redes eléctricas es baja, la producción mundial de electricidad en 2014 fue suministrada por un 3,1% de energía eólica y un 1% de energía solar.  El viento genera aproximadamente el 16% de la energía eléctrica en España y Portugal, 15,3% en Irlanda, y el 7% en Alemania.  Para 2014, el viento proporcionaba el 39% de la electricidad generada en Dinamarca.  Para operar con este nivel de penetración, Dinamarca exporta excedentes e importaciones durante los déficits hacia y desde los países vecinos, particularmente la energía hidroeléctrica de Noruega, para equilibrar la oferta con la demanda. También utiliza un gran número de estaciones combinadas de calor y energía (CHP) que pueden ajustar rápidamente la salida.
 

La intermitencia y la variabilidad de las fuentes de energía renovable pueden reducirse y adaptarse diversificando su tipo de tecnología y ubicación geográfica, pronosticando su variación e integrándolas con energías renovables despachables (como la energía hidroeléctrica, la energía geotérmica y la biomasa). Combinar esto con el almacenamiento de energía y la respuesta a la demanda puede crear un sistema de energía que pueda satisfacer de manera confiable la demanda de energía en tiempo real. La integración de niveles cada vez más altos de energías renovables ya se ha demostrado con éxito: 
 En 2009, ocho autoridades estadounidenses y tres europeas, que escribieron en el diario profesional de los principales ingenieros eléctricos, no encontraron "un límite técnico creíble y firme para la cantidad de energía eólica que puede albergar la red eléctrica".  De hecho, ni uno de los más de 200 estudios internacionales, ni los estudios oficiales para las regiones del este y oeste de los EE. UU., Ni la Agencia Internacional de Energía , han encontrado costos o barreras técnicas importantes para integrar de manera confiable hasta el 30% de suministros renovables variables en la red, Y en algunos estudios mucho más. 
 Un grupo de investigación en la Universidad de Harvard cuantificó los límites definidos meteorológicamente para reducir la variabilidad de los resultados de un sistema de parques eólicos acoplados en el centro de los Estados Unidos: 
 El problema con la salida de un solo parque eólico ubicado en cualquier región en particular es que es variable en escalas de tiempo que van desde minutos hasta días, lo que plantea dificultades para incorporar salidas relevantes en un sistema de energía integrado.  La variabilidad de alta frecuencia (más corta que una vez por día) de las contribuciones de los parques eólicos individuales está determinada principalmente por la capa límite de pequeña escala generada localmente.  La variabilidad de baja frecuencia (más de una vez por día) se asocia con el paso de ondas transitorias en la atmósfera con una escala de tiempo característica de varios días.  La variabilidad de alta frecuencia de la energía generada por el viento se puede reducir significativamente al acoplar salidas de 5 a 10 parques eólicos distribuidos uniformemente en una región de diez estados de los EE. UU. Centrales.  Más del 95% de la variabilidad restante del sistema acoplado se concentra en escalas de tiempo más largas que un día, lo que permite a los operadores aprovechar los pronósticos meteorológicos de varios días para programar las contribuciones proyectadas del viento.  
 Mark Z. Jacobson ha estudiado cómo pueden integrarse las tecnologías eólica, hidráulica y eólica para satisfacer la mayoría de las necesidades energéticas del mundo.  Aboga por una "combinación inteligente" de fuentes de energía renovables para satisfacer de manera confiable la demanda de electricidad: 
 Debido a que el viento sopla en condiciones tormentosas cuando el sol no brilla y el sol a menudo brilla en días tranquilos con poco viento, la combinación del viento y la energía solar puede contribuir en gran medida a satisfacer la demanda, especialmente cuando la energía geotérmica proporciona una base estable y se puede llamar hidroeléctrica para llenar los huecos.  
 Mark A. Delucchi y Mark Z. Jacobson argumentan que existen al menos siete formas de diseñar y operar sistemas de energía renovable para que satisfagan de manera confiable la demanda de electricidad:
Existen soluciones tecnológicas para mitigar la intermitencia a gran escala del tipo de energía eólica, como el aumento de la interconexión (la súper red europea ), la respuesta a la demanda , la gestión de la carga , los generadores diésel (en los esquemas de tipo de la Red Nacional Británica , la Respuesta en Frecuencia/el Servicio Nacional de Reserva de la Red y el uso de las centrales eléctricas existentes en espera. Los estudios realizados por académicos y operadores de redes indican que se espera que el costo de la compensación de la intermitencia sea alto en niveles de penetración por encima de los niveles bajos actualmente en uso. Las redes eléctricas grandes y distribuidas pueden lidiar mejor Con altos niveles de penetración que las rejillas pequeñas y aisladas. Para una hipotética red eléctrica a nivel europeo, el análisis ha demostrado que los niveles de penetración de energía eólica tan altos como el 70% son viables, y que el costo de las líneas de transmisión adicionales sería solo alrededor del 10% del costo de la turbina, lo que arroja una potencia en torno a los precios actuales. Las rejillas más pequeñas pueden ser menos tolerantes a altos niveles de penetración.
No es un problema específico de las fuentes de energía intermitentes que se ajusten a la demanda de energía.  Las redes eléctricas existentes ya contienen elementos de incertidumbre que incluyen cambios repentinos y grandes en la demanda y fallas imprevistas en las centrales eléctricas.  Aunque las redes eléctricas ya están diseñadas para tener una capacidad superior a la demanda pico proyectada para hacer frente a estos problemas, es posible que se requieran actualizaciones significativas para acomodar grandes cantidades de energía intermitente.  La Agencia Internacional de Energía (AIE) declara: "En el caso de la energía eólica, la reserva operativa es la reserva de generación adicional necesaria para garantizar que se puedan cumplir las diferencias entre el pronóstico y los volúmenes reales de generación y demanda. Una vez más, hay que señalar que ya hay cantidades importantes de esta reserva operando en la red debido a las exigencias generales de seguridad y calidad de la red. El viento impone demandas adicionales solo en la medida en que aumenta la variabilidad y la imprevisibilidad. Sin embargo, estos factores no son completamente nuevos para los operadores de sistemas.  Al agregar otra variable, la energía eólica cambia el grado de incertidumbre, pero no el tipo..."
Con suficiente almacenamiento de energía, las fuentes altamente variables e intermitentes pueden suministrar energía eléctrica a todas las regiones.  Para que la energía solar proporcione la mitad de toda la electricidad y utilice un factor de capacidad solar del 20%, la capacidad total de energía solar sería del 250% de la carga diaria promedio de las redes.  Para que el viento proporcione la mitad de toda la electricidad y utilizando un factor de capacidad eólica del 30%, la capacidad total para el viento sería el 160% de la carga diaria promedio de las redes. 
Una instalación de almacenamiento por bombeo entonces almacenaría suficiente agua para la carga semanal de las redes, con una capacidad para la demanda máxima, es decir: 200% del promedio de la red.  Esto permitiría una semana de condiciones nubladas y sin viento.  Hay costos inusuales asociados con el almacenamiento del edificio y la capacidad de generación total es seis veces el promedio de la red.

## Compensando la variabilidad
Todas las fuentes de energía eléctrica tienen un cierto grado de variabilidad, al igual que los patrones de demanda que rutinariamente generan grandes oscilaciones en la cantidad de electricidad que los proveedores alimentan a la red.  Siempre que sea posible, los procedimientos de operaciones de la red están diseñados para que coincida con la oferta con la demanda en altos niveles de fiabilidad, y las herramientas para influir en la oferta y la demanda están bien desarrolladas.  La introducción de grandes cantidades de generación de energía altamente variable puede requerir cambios en los procedimientos existentes e inversiones adicionales. 
La capacidad de un suministro de energía renovable confiable se puede cumplir mediante el uso de una infraestructura y tecnología de respaldo o extra , utilizando energías renovables mixtas para producir electricidad por encima del promedio intermitente , que se puede usar para satisfacer demandas de suministro regulares y no anticipadas.  Además, el almacenamiento de energía para cubrir el déficit intermitente o para emergencias puede ser parte de una fuente de alimentación confiable . 

### Reserva operacional
Todas las redes administradas ya tienen una reserva operativa y de "giro" para compensar las incertidumbres existentes en la red eléctrica.  La adición de recursos intermitentes como el viento no requiere un "respaldo" del 100% porque las reservas operativas y los requisitos de balance se calculan a nivel de todo el sistema y no están dedicados a una planta generadora específica. 
- Algunas centrales de carbón, gas o energía hidroeléctrica se cargan parcialmente y luego se controlan para cambiar a medida que cambia la demanda o para reemplazar la generación perdida rápidamente.  La capacidad de cambiar a medida que cambia la demanda se denomina "respuesta".  La capacidad de reemplazar rápidamente la generación perdida, generalmente en escalas de tiempo de 30   segundos a 30   minutos, se denomina "reserva de hilatura".
- En general, las plantas térmicas que funcionan como plantas de pico serán menos eficientes que si estuvieran funcionando como carga base .
- Las instalaciones hidroeléctricas con capacidad de almacenamiento (como la configuración de presa tradicional) pueden operarse como plantas de carga base o de pico.
- En la práctica, a medida que varía la producción de energía del viento, las plantas convencionales parcialmente cargadas, que ya están presentes para proporcionar respuesta y reserva, ajustan su salida para compensar.
- Si bien las bajas penetraciones de potencia intermitente pueden utilizar los niveles existentes de respuesta y reserva de giro, las variaciones generales más grandes a niveles de penetración más altos requerirán reservas adicionales u otros medios de compensación.

### Reducción o aumento de la demanda
- La respuesta a la demanda se refiere al uso de dispositivos de comunicación y conmutación que pueden liberar cargas diferibles rápidamente o absorber energía adicional para corregir los desequilibrios entre la oferta y la demanda.  Se han creado muchos incentivos en los sistemas estadounidense, británico y francés para el uso de estos sistemas, como tarifas favorables o asistencia de costos de capital, alentando a los consumidores con grandes cargas a que los desconecten o comiencen a funcionar en los motores diésel siempre que haya una escasez de capacidad. , o por el contrario, para aumentar la carga cuando hay un excedente.
- Ciertos tipos de control de carga permiten que la compañía eléctrica apague las cargas de forma remota si no hay suficiente energía disponible.  En Francia, los grandes usuarios, como el CERN, reducen el consumo de energía según lo requiere el Operador del sistema - EDF, bajo el incentivo de la tarifa EJP.[65][66]
- La gestión de la demanda de energía se refiere a incentivos para ajustar el uso de la electricidad, como tasas más altas durante las horas pico.
- El precio variable de la electricidad en tiempo real puede animar a los usuarios a ajustar el uso para aprovechar los períodos en los que la energía está disponible a bajo costo y evitar períodos en los que es más escasa y costosa.[67]
- Reducción instantánea de la demanda.  La mayoría de los sistemas grandes también tienen una categoría de cargas que se desconectan instantáneamente cuando hay una escasez de generación, bajo algún contrato de beneficio mutuo.  Esto puede dar reducciones instantáneas de carga (o incrementos).
- Los generadores diesel, originalmente o principalmente instalados para suministro de energía de emergencia, a menudo también están conectados a National Grid en el Reino Unido para ayudar a lidiar con los desajustes en el suministro de la demanda a corto plazo.[68]

### Almacenamiento y carga de la demanda
En momentos de baja carga donde la salida no despachable del viento y la energía solar puede ser alta, la estabilidad de la red requiere reducir la salida de varias fuentes de generación despachables o incluso aumentar las cargas controlables, posiblemente utilizando el almacenamiento de energía para cambiar la salida de tiempo a tiempos de mayor demanda .  Tales mecanismos pueden incluir: 
- La energía hidroeléctrica de almacenamiento por bombeo es la tecnología existente más utilizada, y puede mejorar sustancialmente la economía de la energía eólica.  La disponibilidad de sitios de energía hidroeléctrica adecuados para el almacenamiento variará de una red a otra.  La eficiencia típica de ida y vuelta es del 80%.[18][69]
- El almacenamiento de energía térmica almacena calor.  El calor almacenado puede usarse directamente para necesidades de calefacción o convertirse en electricidad.  En el contexto de una planta de cogeneración, un almacenamiento de calor puede servir como un almacenamiento de electricidad funcional a costos comparativamente bajos.
- Almacenamiento de hielo aire acondicionado El hielo se puede almacenar entre temporadas y se puede utilizar como fuente de aire acondicionado durante períodos de gran demanda.  Los sistemas actuales solo necesitan almacenar hielo durante algunas horas, pero están bien desarrollados.
- El hidrógeno se puede crear a través de la electrólisis y almacenarse para su uso posterior.  NREL descubrió que se podría producir un kilogramo de hidrógeno (aproximadamente equivalente a un galón de gasolina) por entre US $ 5.55 en el corto plazo y $ 2.27 en el largo plazo.[70]
- Las baterías de flujo recargables pueden servir como un medio de almacenamiento de gran capacidad y respuesta rápida.[8]
- Las baterías tradicionales de iones de litio tienen una gran huella ambiental, pero las nuevas tecnologías, como las baterías que respiran aire, podrían proporcionar una solución respetuosa con el medio ambiente para el almacenamiento de energía renovable.[71]
- Algunas cargas, como plantas de desalinización, calderas eléctricas y unidades de refrigeración industrial, pueden almacenar su producción (agua y calor).  Estas "cargas oportunistas" pueden aprovechar la "explosión de electricidad" cuando está disponible.
- Se están considerando otras aplicaciones potenciales, como cargar vehículos eléctricos enchufables durante períodos de baja demanda y alta producción; tales tecnologías no son ampliamente utilizadas en este momento.

El almacenamiento de energía eléctrica genera cierta pérdida de energía porque el almacenamiento y la recuperación no son perfectamente eficientes. El almacenamiento también puede requerir una inversión sustancial de capital y espacio para las instalaciones de almacenamiento. 

### Diversidad geográfica
La variabilidad de la producción de un solo aerogenerador puede ser alta.  La combinación de cualquier número adicional de turbinas (por ejemplo, en un parque eólico) da como resultado una variación estadística menor, siempre que la correlación entre la salida de cada turbina sea imperfecta, y las correlaciones siempre sean imperfectas debido a la distancia entre cada turbina.  De manera similar, los aerogeneradores o parques eólicos geográficamente distantes tienen correlaciones más bajas, lo que reduce la variabilidad general.  Dado que la energía eólica depende de los sistemas meteorológicos, existe un límite en beneficio de esta diversidad geográfica para cualquier sistema de energía.
Múltiples parques eólicos distribuidos en una amplia área geográfica y en cuadrícula producen energía de forma más constante y con menos variabilidad que las instalaciones más pequeñas.  La producción eólica se puede predecir con cierto grado de confianza usando pronósticos meteorológicos, especialmente de un gran número de turbinas / granjas.  Se espera que la capacidad de predecir la producción de viento aumente con el tiempo a medida que se recopilen los datos, especialmente en las instalaciones más nuevas.